# كانتونة كابيلين
كابيلين هي إحدى كانتونات لوكسيمبورغ وتقع في جنوب غرب لوكسمبورغ. مركزها كابيلين (في بلدية مامر).

## التقسيمات الإدارية
تتكون كانتونة كابيلين من البلديات التسع التالية:
- ديباخ
- غارنيش
- حبشت
- كيرجينغ
- كيهلين
- كوريش
- كوبستال
- مامر
- شتاينفورت